# Mechnikov Peak
Mechnikov Peak är en bergstopp i Antarktis. Den ligger i Östantarktis. Norge gör anspråk på området. Toppen på Mechnikov Peak är 2 365 meter över havet, eller 373 meter över den omgivande terrängen. Bredden vid basen är 2,8 km.
Terrängen runt Mechnikov Peak är varierad. Trakten är obefolkad. Det finns inga samhällen i närheten. 